# Hanna Modrzewska-Nowosielska
Hanna Modrzewska-Nowosielska (ur. 1917 w Kijowie, zm. 2008 w Podkowie Leśnej) – polska artystka plastyk, scenograf teatralny.
Studiowała w Akademii Sztuk Pięknych w Warszawie, po złożeniu dyplomu w 1950 została asystentką wybitnego scenografa Otto Axera, pracowała w Operze Warszawskiej a następnie w Teatrze Współczesnym. W 1956 pod wpływem męża Leszka Nowosielskiego zainteresowała się ceramiką, początkowo było to tworzenie artystycznych porcelanowych pater i ceramicznych przedmiotów użytkowych. Uczestniczyła w pracy artystycznej męża równocześnie wypracowując własny styl, którym była kameralna rzeźba ceramiczna. Tworzyła kompozycje składające się z ludzkich sylwetek, wiele z nich było inspirowanych teatrem i baletem. Ich cechą charakterystyczną były wydłużone postacie kobiecie i stosowanie stylizacji w duchu secesji. W latach 90. XX wieku artystka stworzyła cykl poświęcony Holokaustowi, tworzone postacie oddają tragizm dziejów narodu żydowskiego. Zastosowana technika sprawiła, że odbiorca ma wrażenie, że stworzono je z metalu, a nie z ceramiki. Po śmierci męża Hanna Modrzewska-Nowosielska zakończyła działalność artystyczną.